# Sokolino
Sokolino (Bulgaars: Соколино, Turks: Atmacalar ) is een dorp in de gemeente Momtsjilgrad in de Bulgaarse oblast Kardzjali. 

## Bevolking
De bevolking van het dorp Sokolino bestond in 1934 uit 122 personen. In 1985 bereikte het inwonersaantal een maximum met 715 personen. Vanwege de ‘bulgariseringscampagnes’ van het communistisch regime in 1989 emigreerde een groot deel van de bevolking naar Turkije. Sindsdien is de bevolking van het dorp vrij stabiel. In december 2019 woonden er 506 personen in het dorp.
Van de 455 reageerden er slechts 126 op de optionele volkstelling van 2011. Van deze 126 respondenten identificeerden 124 personen zichzelf als etnische Bulgaarse Turken (98,4%), terwijl 2 respondenten ondefinieerbaar waren (1,6%).